# Tomás José Epalza Zurbarán
Tomás José Epalza Zurbarán, (Bilbao, 1798- 22 de abril de 1873) fue un comerciante, empresario y banquero.

## Vida privada
Se casó por primera vez en 1848 con María de Lequerica. Tras su divorcio, se casó en 1859 con Casilda Iturrizar, que tras la muerte de Tomás sería conocida como Viuda de Epalza, una gran benefactora bilbaína. Tomás fue uno de los fundadores del Banco de Bilbao, junto con sus primos Pablo de Epalza Lecanda y Domingo de Epalza Larraondo. Hizo una gran fortuna, destacando en la vida económica de la Villa y siendo una persona prominente en lo social. El matrimonio no tuvo hijos.
En el parque Casilda Iturrizar, en Bilbao, hay un monumento a su mujer: se trata de un busto sobre pedestal en el que se representa de forma alegórica, su vida de caridad. En relieve se aprecia también su rostro. Es obra del escultor Agustín Querol.

## Vida política
En el ayuntamiento de Bilbao, desarrolla el cargo de Regidor y en el año 1838 pasa a formar parte de la Diputación Provincial Provisional, atendiendo asuntos de contaduría y participando en distintas comisiones sobre contribuciones de guerra y suministros de tropa
Fue candidato a Diputado a Cortes. Y es elegido Diputado suplente en 1843. También desempeña el cargo de Regidor primero de la Diputación vizcaína en los años 1839 a 1841. 
Su política es calificada como de liberal fuerista, parte de la burguesía bilbaína que logra la transformación económica de Vizcaya a finales del siglo XIX.

## Empresario
Como empresario, Epalza fue promotor de distintas operaciones mercantiles entre España y América. Consiguió una importante fortuna en los años en los que estuvo en la isla de Cuba. Fue Vicecónsul de Brasil en Bilbao desde 1836. Desde  1841,  Secretario y tesorero de la fábrica de Santa Ana de Bolueta. Integró el consejo asesor encargado del proyecto del ferrocarril Madrid-Irún por Bilbao.
Fue uno de los fundadores del Banco de Bilbao en 1857.